# Hagemeister (Adelsgeschlecht)

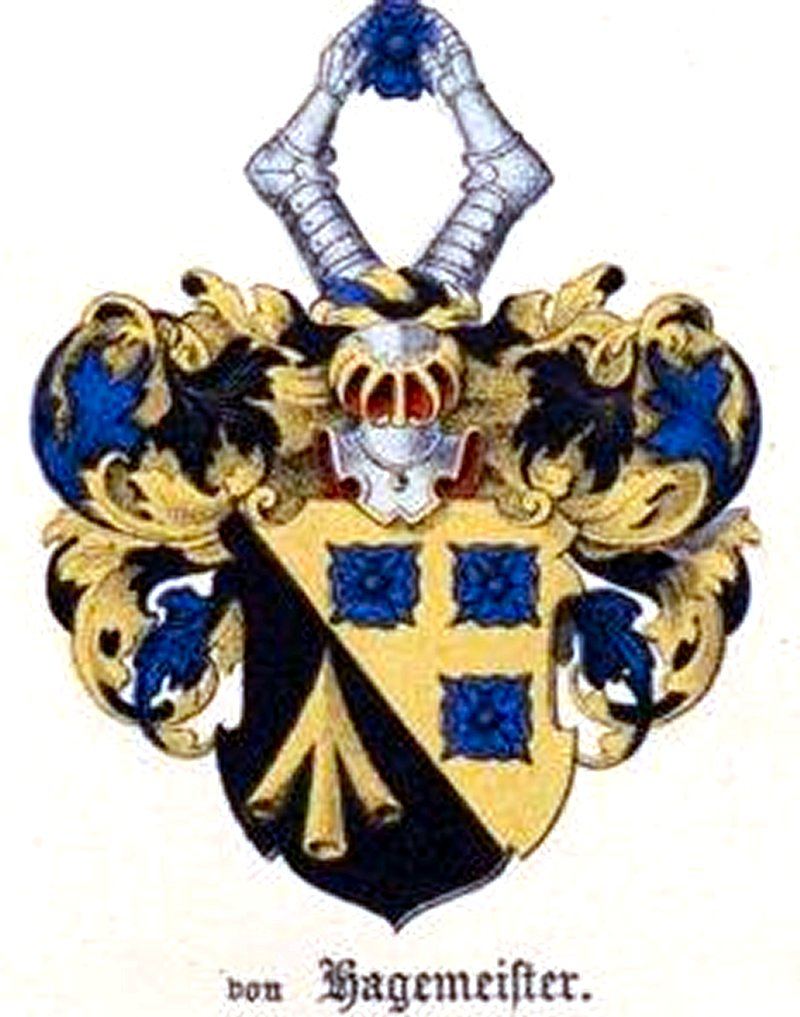
Familienwappen derer von Hagemeister

Hagemeister ist der Familienname eines deutsch-baltischen Adelsgeschlechts, das seit der Mitte des 17. Jahrhunderts, aus Stralsund kommend, in Livland und Estland beheimatet war. Sein Ursprung liegt in Pommern, 1692 wurde es in den schwedischen Adelsstand aufgenommen und erhielt 1742 das livländische und 1746 das estländische Indigenat. 1756 durch Kaiser Franz und in Preußen 1885 wurde ein weiterer Zweig aus dem gesamtheitlichen Stralsunder Familienverbund nobilitiert.

## Geschichte
Stammvater des pommerschen Geschlechts, das Mitte des 15. Jahrhunderts in Grimmen beheimatet war, ist Heinrich Hagemeister (* um 1490; † 1546), Bürgermeister von Grimmen. Sein älterer Sohn Matthias Hagemeister († 1587) übersiedelte 1539 nach Stralsund und wurde dort Bürgermeister, es folgten ihm sein Sohn Heinrich Hagemeister (1559–1616) – ebenfalls Bürgermeister in Stralsund – und sein Enkelsohn Nikolaus (1606–1675), dieser war Ältermann der Gilde und Ratsherr in Stralsund. Mit dessen Sohn Joachim Hagemeister begann die deutsch-baltische Adelslinie. Joachim unternahm zunächst einige Studienreisen und studierte, danach wurde er in Schweden ansässig. Er diente beim Reichsrat Graf Bengt Oxenstierna und erwarb sich Anerkennung. Der Reichsrat entsandte ihn nach Livland und Joachim wurde 1688 Assessor am Konsistorium in Riga und 1692 Assessor am Hofgericht zu Dorpat. Infolge seiner Tätigkeiten wurde er vom schwedischen König Karl XI. am 18. November 1692 in den schwedischen Adel erhoben. Mit dieser Adelserhebung erhielt von Hagemeister das Nutzungsrecht des Krongutes Wolmarshof in Livland und kaufte die Güter Römküll und Oiso in Estland. Die Familie von Hagemeister wurde 1742 unter der Nr. 153 in die Livländische Ritterschaft und 1746 in die Estländische Ritterschaft aufgenommen. Karl Gustav von Hagmeister (1703–1774), ein Sohn des Joachim von Hagemeister, kaufte Paunküll in Estland, das bis 1919 in Familienbesitz blieb.

## Stammfolge
Joachim von Hagemeister (* 1655 in Stralsund; † 1714 auf Wolmarshof Livland), Gründer der baltischen Linie. Er war vermählt 1692 mit Anna Catharina Wesseling († um 1720), Tochter des Schwed. Capitäns und Kriegscommissars Friedrich Wesseling (Wesselingk) a. Wolmarshof.
- Joachim Nikolaus von Hagemeister (* 1696 in Dorpat; † 1746 in Narva)
- Karl Gustav von Hagemeister (1703–1771), Richter
- Adrian Balthasar von Hagemeister (* 1708 in Riga; † 1770 auf Lindenhof), russischer Oberst, Herr auf Lindenhof
  - Adrian Balthasar von Hagemeister (1744–1790), Herr auf Drostenhof, russischer Major, Regierungsrat
    - Adrian Michael Wilhelm von Hagemeister (1771–1810), Premiermajor
    - Karl August Ludwig (auch Ludwig Karl August) von Hagemeister (russisch Леонтий Адрианович Гагемейстер; * 1780 auf Drostenhof; † 1834 in Sankt Petersburg)
      - Michail von Hagemeister russisch Михаил Леонтьевич Гагемейстер; (1822–1855), Kapitän
      - Alexander von Hagemeister russisch Александр Леонтьевич Гагемейстер; (1831–1892), russischer Generalleutnant
        - Alexander Alexandrowitsch von Hagemeister russisch Александр Александрович Гагемейстер (* um 1880)
        - Wladimir Alexandrowitsch von Hagemeister (* 1881)
        - Eugen von Hagemeister (* 1873; † 1919 in Riga), Kollegienrat

### Linie Paunküll
- Haus Paunküll
  - Karl Justin von Hagemeister (* 1745; † 1806 in Paunküll), Herr auf Pauküll, estländischer Landrat Gründer der Linie Paunküll
    - Adrian Heinrich von Hagemeister (1773–1817), Herr auf Heinrichshof
    - Magnus Christoph Karl von Hagemeister (1778–1833), Herr auf Paunküll
      - Johann Valerian (1805–1833)
      - Julius Andreas von Hagemeister (* 1809 in Rabbifer; † 1848 in Heidelberg)
      - Ludwig Magnus Nikolai von Hagemeister (1810–1874), Herr auf Paunküll
      - Georg von Hagemeister (1813–1883), Wirklicher Staatsrat
      - Ludwig Magnus Nikolai von Hagemeister russisch Людвиг-Магнус-Николай (Николай Максимович) Гагемейстер; (1810–1874), Herr auf Paunküll
        - Nikolai von Hagemeister (1855–1898) Herr auf Paunküll
        - Julius von Hagemeister (1857; † 1920 in Reval), Herr auf Paunküll
        - Magnus Johann von Hagemeister (* 1885 in Reval; † 1913 in Reval)
          - Hans Werner von Hagemeister (* 1917)

        - Heinz Harald von Hagemeister (* 1886 in Tallinn; † 1961 in Gütersloh)
        - Werner Matthias von Hagemeister (* 1890 in Reval)

  - Nikolai Christoph von Hagemeister, Linie Drostenhof (1747–1804)
    - Heinrich Gotthard Theodor von Hagemeister (* 1784 in Drusti Livland; † 1845 auf Drostenhof)
      - August Heinrich Anton Julius von Hagemeister russisch Юлий Андреевич Гагемейстер; (1806–1878), Ökonom und Senator

  - Gustav Gerhard von Hagemeister (1751 – um 1804), russischer Generalleutnant

## Hagemeister II
- Emanuel Hagemeister (1666–1738), Kaufmann zu Stralsund, Altermann des Gewandhauses, 1710 Ratsherr, 1726 Bürgermeister, 1733 Landrat, Erbherr auf Clausdorf und Solkendorf; verheiratet u. a. mit Anna Pütter
  - Johann Albert Hagemeister (1688–1730) Dr. jur. Ratsherr zu Rostock, verheiratet mit Anna Sofie Stolt
    - Carl von Hagemeister (1727–1787), 17.12.1756 von Kaiser Franz in den Adelsstand erhoben, Erbherr auf Clausdorf und Solkendorf, liiert mit Dorothea Agneta von Gundlach-Altenpleen; Ahnen der Hagemeister II

### Clausdorf-Stralsunder Zweig
- Gustav Carl von Hagemeister (1754–1791), viertes Kind der Vorgenannten, begründet den Zweig Clausdorf-Stralsund
  - Carl Friedrich Thuro von Hagemeister, Pächter zu Groß-Bünzow
    - Gustav Adolf von Hagemeister (1796–1875), Erbherr auf Zarrenzin, seit 1828 auf Clausdorf und Solkendorf
      - Robert Eduard von Hagemeister (1827–1902), Fideikommissherr in Vorpommern, Oberpräsident in Westfalen; adoptiert Peter Heinrich von Hagemeister (1877–1952)

    - Reinhold Ferdinand Wilhelm von Hagemeister (1800–1828), Erbherr auf Clausdorf und Solkendorf

### Schleswiger Zweig
- Johann Albert von Hagemeister (1757–1815), siebentes Kind der oben Vorgenannten
  - Claus Heinrich von Hagemeister (1791–1859)
    - Heinrich Christian August von Hagemeister (1816–1898), Polizeireuter in Uetersen, dann Wachtmeister; preußische Adelsanerkennung 7. September 1885
      - Heinrich Friedrich Johann von Hagemeister, Uetersen, Zollbeamter
        - Peter Heinrich von Hagemeister (1877–1952), wird adoptiert von Robert Eduard von Hagemeister-Clausdorf, s. o.; Erbe von Clausdorf, Solkendorf und Zarrenzin; verheiratet mit Else von Zansen, genannt von der Osten (1879–1972)

  - Peter von Hagemeister (1808–1879), Viktualienhändler in Wien, erhielt 10. Mai 1859 vom Kaiser von Österreich eine Bestätigung seines Adels

## Besitzungen

### Gut Drostenhof
Das Gut Drostenhof (lettisch Drusti) bestand aus Gotthardsberg (Gatarta), Neu-Drostenhof (Jaundrusti), Aulenberg (Auļukalns) und Brinkenhof (Briņķu muiža) und entstand um 1580. Es wurde wahrscheinlich von Johann Drobisch angelegt. Um 1680 wurde es im Rahmen der Güter-Reduktion eingezogen und an die russische Krone übertragen. Katharina II. (1729–1796) übertrug 1762 das Gut Drostenhof dem Baron Münnich. Adrian Balthasar von Hagemeister (1708–1770) erwarb 1768 das Pfandrecht und dessen Sohn Adrian Balthasar von Hagemeister (1744–1790) erwarb Drostenhof im Januar 1777. Er übertrug das Gut 1783 seinem Bruder Nikolaus Christopher von Hagemeister (1747–1804). Dieser verkaufte in den Folgejahren einige Gutsanteile, hierzu gehörten Aulenberg mit Friedrichsruhe und Brinckenhof (beide Anteile 1795), und vererbte die noch bestehenden Teile an seinen Sohn Heinrich von Hagemeister (1784–1845). Die Gutsanteile Gotthardsberg mit Neu-Drostenhof wurden von dessen Sohn August Julius von Hagemeister (1806–1878) als Erbanteil übernommen.

### Gut Paunküll
Das Gut Paunküll wurde erstmals 1493 erwähnt und war im Besitz mehrerer Familien. Zu Beginn des 19. Jahrhunderts errichtete der Besitzer ein stilvolles einstöckiges Herrenhaus. Nach dem Brand im Jahre 1905 wurde es wieder aufgebaut. Heute beherbergt es ein Pflegeheim und wurde zu einem zweistöckigen Gebäude ausgebaut.

### Gut Lindenhof
Im Jahre 1743 schenkte Elisabeth von Russland dem Grafen Peter von Lacy das Gut Lindenhof, der es aber gleich verkaufte. Neuer Besitzer wurde Baron Campenhausen, der es mit seinem Schwager gegen das Gut Loddiger eintauschte, aber nach dessen Tod zurückerhielt. 1750 wurde das Gut an Baron Boye veräußert und dessen Witwe erbte es. Diese wiederum verkaufte Lindenhof an Adrian Balthasar von Hagemeister.

### Heinrichshof
Das Dorf Kolo entstand 1482 und wurde 1495 in Kollow umbenannt. 1771 wurde das Gut Heinrichshof vom Dorf getrennt und eigenständig. Als Gut Heinrichshof (estnisch Kolu) wurde es 1772 errichtet und war im Besitz der Familie Ungern-Sternberg. Das Herrenhaus wurde 1860 erbaut und Anfang des 20. Jahrhunderts in veränderter Form wieder aufgebaut. Heute ist es im Privatbesitz.

## Wappen
Nach der Beurkundung aus dem Jahre 1692 wird das Familienwappen geführt: Der Wappenschild ist schrägrechts von Gold über Schwarz gespalten, oben sind drei blaue vierblättrige Rosen und unten eine aufrechte Pfeilspitze. Als Helmzier zwei geharnischte Arme, die eine blaue Rose halten. Die Helmdecke ist blau-golden-schwarz.

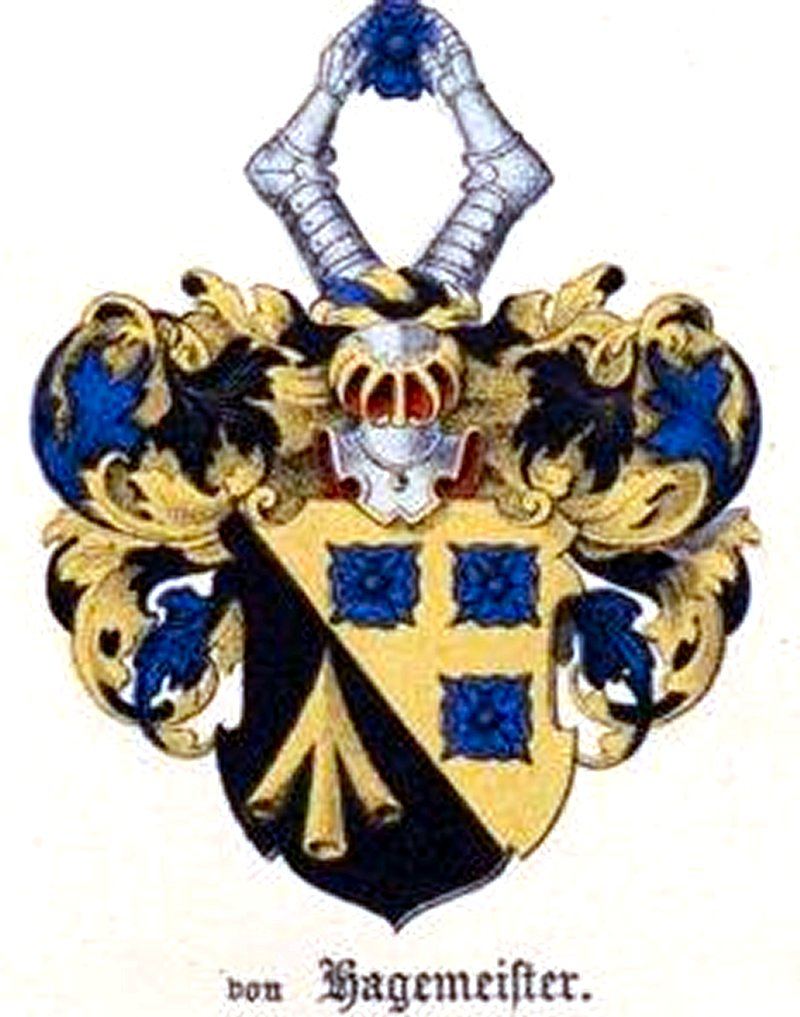
Familienwappen des Adelsgeschlechts von Hagemeister
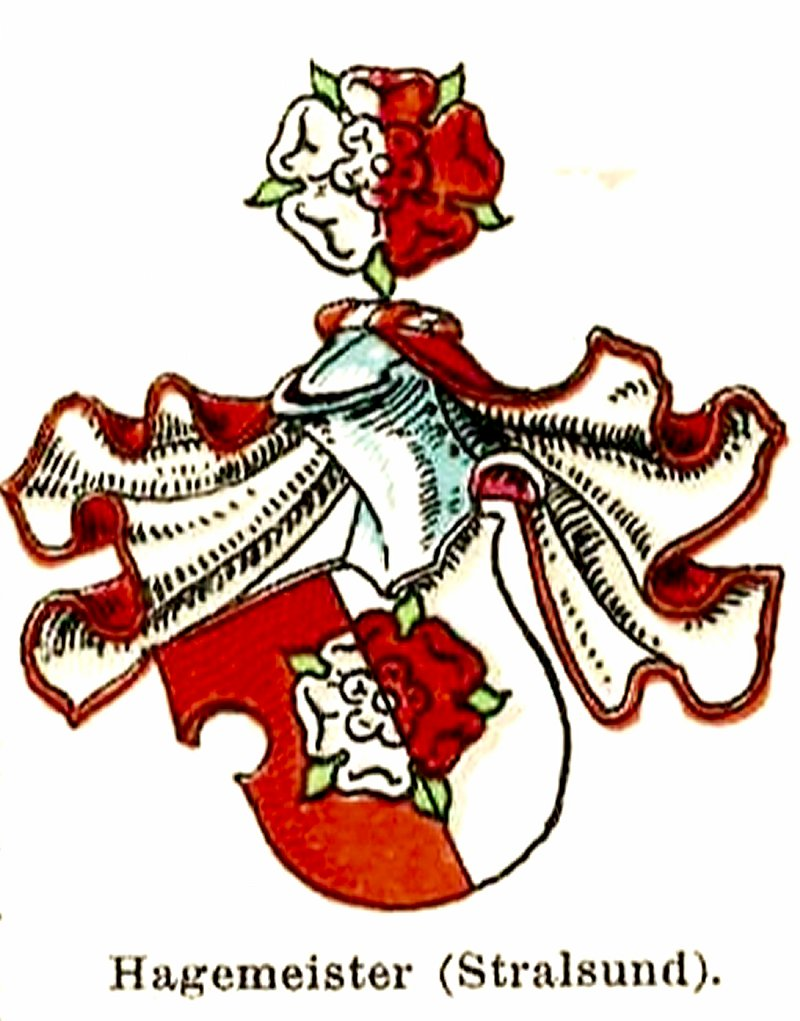
Familienwappen (Stammwappen) des Ratsgeschlechts Hagemeister zu Stralsund
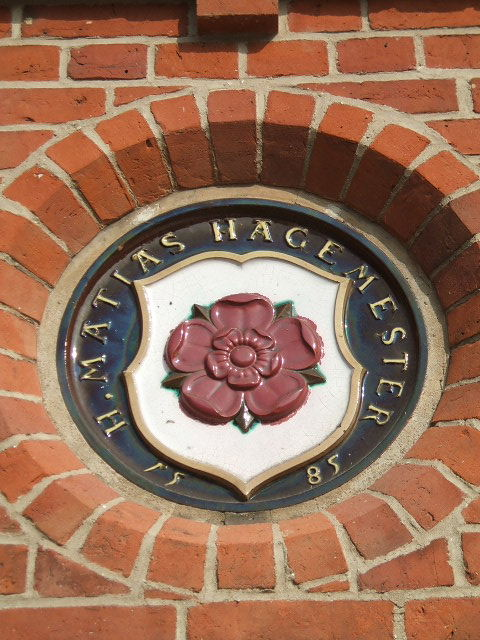
Wappendarstellung für H.[err] Matias Hagemester (1585) am Arnd-Schwarte-Gang in Stralsund
Stadtwappen Stralsunds

Die Aufnahme der Rose in das adlige Familienwappen wird auf das Wappen von Martinus Haghemester aus Grimmen zurückgeführt. Er studierte 1457 in Greifswald. Als Priester stiftete er eine Kapelle in Tribsees, auf seinem Leichenstein von 1505 führte er im Wappen eine Rose. Als Stralsunder Ratsherren bzw. Bürgermeister führten die Hagemeister die Rose farbgewechselt im rot-silbern gespaltenen Schild. Die Pfeilspitze im Adelswappen ist wohl dem Wappen der Vaterstadt Stralsund entlehnt.